# The Lost Tapes (збірка Can)
The Lost Tapes — це альбом-компіляція студійних та концертних записів німецького експериментального рок-гурту Can, який спочатку вийшов як LP у 2012 році на лейблі Spoon Records спільно з Mute Records. Кураторами компіляції виступили Ірмін Шмідт і Деніел Міллер, упорядниками — Ірмін Шмідт і Джоно Подмор, а редактором — Джоно Подмор.

## Переїзд студії та пошук матеріалу
Коли студію Can у Вайлерсвісті продали Німецькому музею рок-н-ролу, вони викупили все, включно з армійськими матрацами, якими були вкриті стіни для звукоізоляції, і перевезли її до Гронау. Під час демонтажу студії було знайдено мастер-плівки, які зберігалися в архіві Spoon. Ніхто не був впевнений, що на них записано, доки Ірмін Шмідт та його давній співробітник Джоно Подмор не почали переглядати понад 30 годин музики з ледь розбірливими етикетками. Вони знайшли багаторічний архівний матеріал, але це були не нарізки, а треки, які були відкладені на полицю з різних причин — саундтреки до фільмів, які так і не вийшли на екрани, і треки, які не потрапили до фінальних версій альбомів через брак місця. Ірмін Шмідт пояснює: «Очевидно, що плівки не були насправді втрачені, але пролежали в шафах студійного архіву так довго, що всі про них просто забули. Усі, крім Хільдеґард [Шмідт, дружина Ірміна], яка охороняє Can і його роботу, як дракон охороняє золото Нібелунгів, і не дозволяє забути про них».

## Фінальний монтаж та відгуки
Фінальна версія треків, датована 1968—1977 роками, включає студійний матеріал, записаний у Нерфеніху та студії Can у Вайлерсвісті у складі Хольгера Чукая на бас-гітарі, Міхаеля Каролі на гітарі, Яки Лібецайта на барабанах та Ірміна Шмідта на клавішних, а на більшості треків — вокал Малкольма Муні або Дамо Сузукі.
Окрім визнання критиків, альбом також мав великий успіх у незалежних музичних магазинах Великої Британії, де він увійшов до офіційного чарту музичних магазинів на першу позицію.

## Трек-лист
| CD 1 | CD 1                                    | CD 1                                                      | CD 1       |
| #    | Назва                                   | Автор(и)                                                  | Тривалість |
| ---- | --------------------------------------- | --------------------------------------------------------- | ---------- |
| 1.   | «Millionenspiel» (1969)                 | Хольгер Чукай, Міхаель Каролі , Яки Лібецайт, Ірмін Шмідт | 5:49       |
| 2.   | «Waiting for the Streetcar» (1968/1969) | Чукай, Каролі, Лібецайт, Шмідт, Малкольм Муні             | 10:08      |
| 3.   | «Evening All Day» (1972)                | Чукай, Каролі, Лібецайт, Шмідт                            | 6:58       |
| 4.   | «Deadly Doris» (1968)                   | Чукай, Каролі, Лібецайт, Шмідт, Муні                      | 3:10       |
| 5.   | «Graublau» (1969)                       | Чукай, Каролі, Лібецайт, Шмідт                            | 16:47      |
| 6.   | «When Darkness Comes» (1969)            | Чукай, Каролі, Лібецайт, Шмідт, Муні                      | 3:48       |
| 7.   | «Blind Mirror Surf» (1968)              | Чукай, Каролі, Лібецайт, Шмідт, Девід Джонсон             | 8:39       |
| 8.   | «Oscura Primavera» (1968)               | Чукай, Каролі, Лібецайт, Шмідт, Джонсон                   | 3:19       |
| 9.   | «Bubble Rap» (1972)                     | Чукай, Каролі, Лібецайт, Шмідт, Дамо Сузукі               | 9:24       |

| CD 2 | CD 2                                       | CD 2                                   | CD 2       |
| #    | Назва                                      | Автор(и)                               | Тривалість |
| ---- | ------------------------------------------ | -------------------------------------- | ---------- |
| 1.   | «Your Friendly Neighbourhood Whore» (1969) | Чукай, Каролі, Лібецайт, Шмідт, Муні   | 3:43       |
| 2.   | «True Story» (1968)                        | Чукай, Каролі, Лібецайт, Шмідт, Муні   | 4:30       |
| 3.   | «The Agreement» (1971)                     | Чукай, Каролі, Лібецайт, Шмідт, Муні   | 0:37       |
| 4.   | «Midnight Sky» (1968)                      | Чукай, Каролі, Лібецайт, Шмідт, Муні   | 2:44       |
| 5.   | «Desert» (1969)                            | Чукай, Каролі, Лібецайт, Шмідт, Муні   | 3:20       |
| 6.   | «Spoon (Live)» (1972)                      | Чукай, Каролі, Лібецайт, Шмідт, Сузукі | 16:47      |
| 7.   | «Dead Pigeon Suite» (1972)                 | Чукай, Каролі, Лібецайт, Шмідт, Сузукі | 11:47      |
| 8.   | «Abra Cada Braxas» (1973)                  | Чукай, Каролі, Лібецайт, Шмідт, Сузукі | 10:12      |
| 9.   | «A Swan Is Born» (1972)                    | Чукай, Каролі, Лібецайт, Шмідт, Сузукі | 3:00       |
| 10.  | «The Loop» (1974)                          | Чукай, Каролі, Лібецайт, Шмідт         | 2:33       |

| CD 3 | CD 3                                      | CD 3                                     | CD 3       |
| #    | Назва                                     | Автор(и)                                 | Тривалість |
| ---- | ----------------------------------------- | ---------------------------------------- | ---------- |
| 1.   | «Godzilla Fragment» (1975)                | Чукай, Каролі, Лібецайт, Шмідт           | 1:59       |
| 2.   | «On the Way to Mother Sky» (1970)         | Чукай, Каролі, Лібецайт, Шмідт           | 4:35       |
| 3.   | «Midnight Men» (1975)                     | Чукай, Каролі, Лібецайт, Шмідт           | 7:35       |
| 4.   | «Networks of Foam» (1975)                 | Чукай, Каролі, Лібецайт, Шмідт           | 12:36      |
| 5.   | «Messer, Scissors, Fork and Light» (1972) | Чукай, Каролі, Лібецайт, Шмідт, Сузукі   | 8:24       |
| 6.   | «Barnacles» (1977)                        | Чукай, Каролі, Лібецайт, Шмідт, Роско Ґі | 7:46       |
| 7.   | «E.F.S. 108» (1976)                       | Чукай, Каролі, Лібецайт, Шмідт           | 2:07       |
| 8.   | «Private Nocturnal» (1975)                | Чукай, Каролі, Лібецайт, Шмідт           | 6:49       |
| 9.   | «Alice» (1974)                            | Чукай, Каролі, Лібецайт, Шмідт           | 1:56       |
| 10.  | «Mushroom (Live)» (1972)                  | Чукай, Каролі, Лібецайт, Шмідт, Сузукі   | 8:18       |
| 11.  | «One More Saturday Night (Live)» (1973)   | Чукай, Каролі, Лібецайт, Шмідт, Сузукі   | 6:34       |

## Персоналії
- Хольгер Чукай — бас, звукорежисер, редактор
- Міхаель Каролі — гітара
- Яки Лібецайт — барабани
- Ірмін Шмідт — клавішні
- Малкольм Муні — вокал
- Дамо Сузукі — вокал
- Девід Джонсон — флейта на «Millionenspiel», «Blind Mirror Surf» і «Oscura Primavera»
- Роско Ґі — бас на «Barnacles»
- Герд Дудек — саксофон на «Millionenspiel»
- Джоно Подмор — редактор